# Parastasia masumotoi
Parastasia masumotoi är en skalbaggsart som beskrevs av Yuiti Wada och Muramoto 1999. Parastasia masumotoi ingår i släktet Parastasia och familjen Rutelidae. Inga underarter finns listade i Catalogue of Life.